# Karoline Schimmelmann

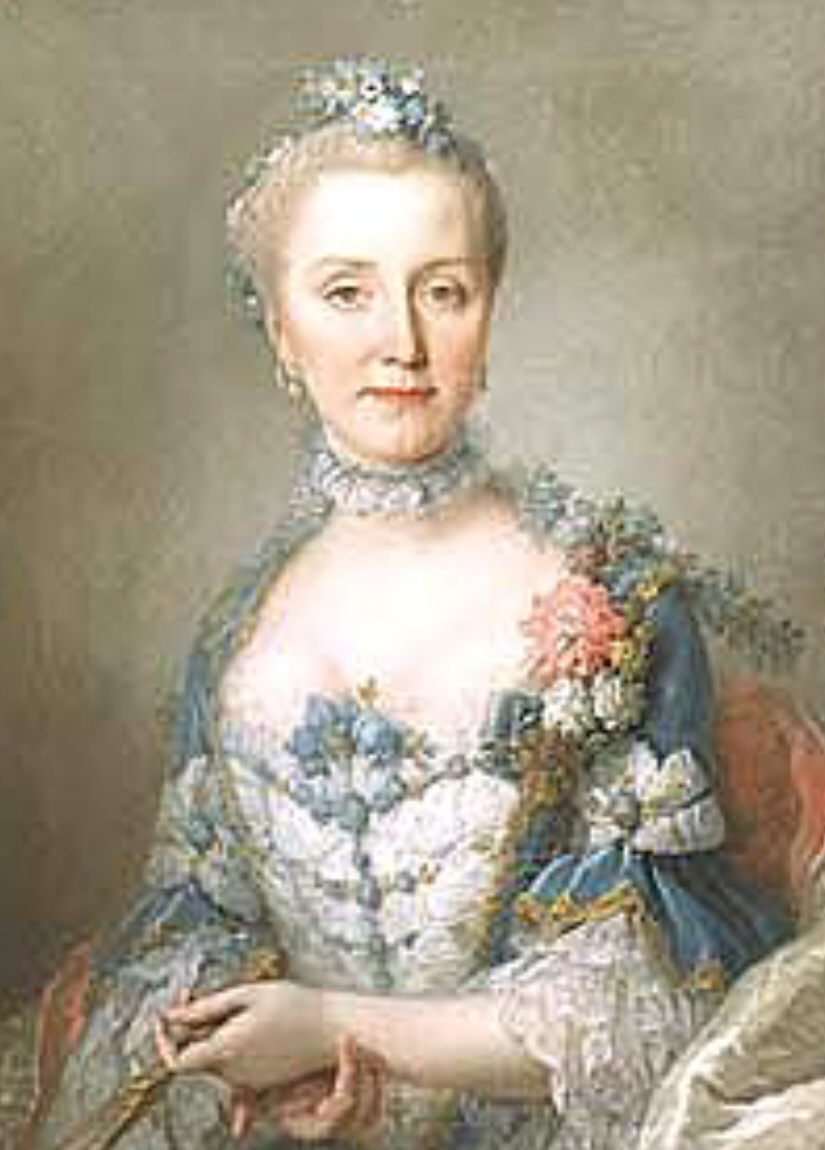
Caroline Tugendreich

Karoline Tugendreich Schimmelmann, född Friedeborn 1730, död 1795, var en dansk gunstling. 
Hon var dotter till okända föräldrar: hennes mor var troligen hushållerska åt Heinrich Ernst von Gersdorfs i Dresden, som blev hennes fosterfar och gav henne en fin bildning. Hon gifte sig 1747 med den danske greven Heinrich Schimmelmann. 
Paret Schimmelmann hade en viktig plats inom dåvarande danskt societetsliv och deras maskeradbaler i palatset på Bredgade var berömda. Dessa maskeradbaler beskyldes senare för att ha upmuntrat drottningens förhållande med Struensee, och parets ska ha uppfört sig oförsiktigt på dem. Karoline Schimmelmann beskrivs som en av drottningens närmaste vänner och dekorerades med Matildeordenen 1771. 
Hennes nära relation till drottningen orsakade slitningar mellan hennes make och kretsen kring Johann Hartwig Ernst von Bernstorff. Själv blev hon orolig över drottningens äktenskapsbrott, och maken ska ha ombetts försöka utöva invlytande över drottningen genom sin maka, men vägrat med hänvisning till att drottningen var härskarinna och gjorde som hon ville. Själv ska Karoline Schimmelmann, som beskrivs som en skönhet som såg mycket yngre ut än sina år, ha haft ett förhållande med en major Seneca Otto Falkenskjold. Hon beskrivs som intelligent och godhjärtad och ska ha skött hushållet och sina barns uppfostran med förstånd och ekonomisk begåvning.  
Efter Struensees fall 1772 gjorde maken en framgångsrik karriär som gynnad av den nya regimen före sin död 1782. Hon tillbringade resten av sitt liv sällskap av sina barn och deras makar. Hennes son Ernst Schimmelmann var 1774-75 inblandad i Wraxalls misslyckade planer att störta regimen och uppsätta Caroline Matilda som dansk regent, och deltog i kuppen som uppsatte kronprinsen som regent 1784.